# Dolcezza del vino

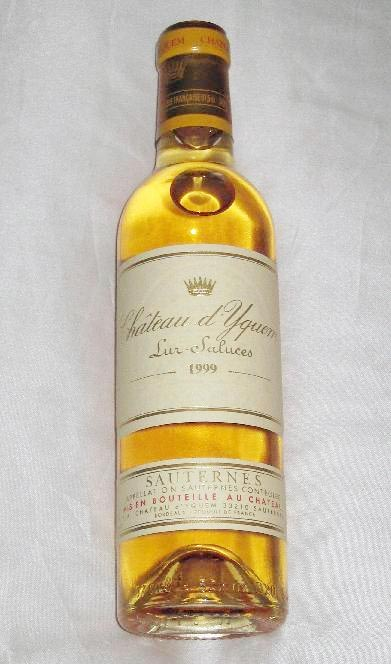
Una mezza bottiglia di Sauternes da Château d'Yquem, che produce uno dei vini dolci più famosi e costosi al mondo

La dolcezza soggettiva di un vino è determinata dall'interazione di molti fattori, tra cui la quantita di zucchero nel vino, ma anche i livelli relativi di alcol, acidi e tannini. Gli zuccheri e l'alcol aumentano la dolcezza del vino; gli acidi (asprezza) e i tannini amari la contrastano. Questi principi furono delineati nell'opera del 1987  The Taste of Wine di Émile Peynaud .

## Residuo zuccherino

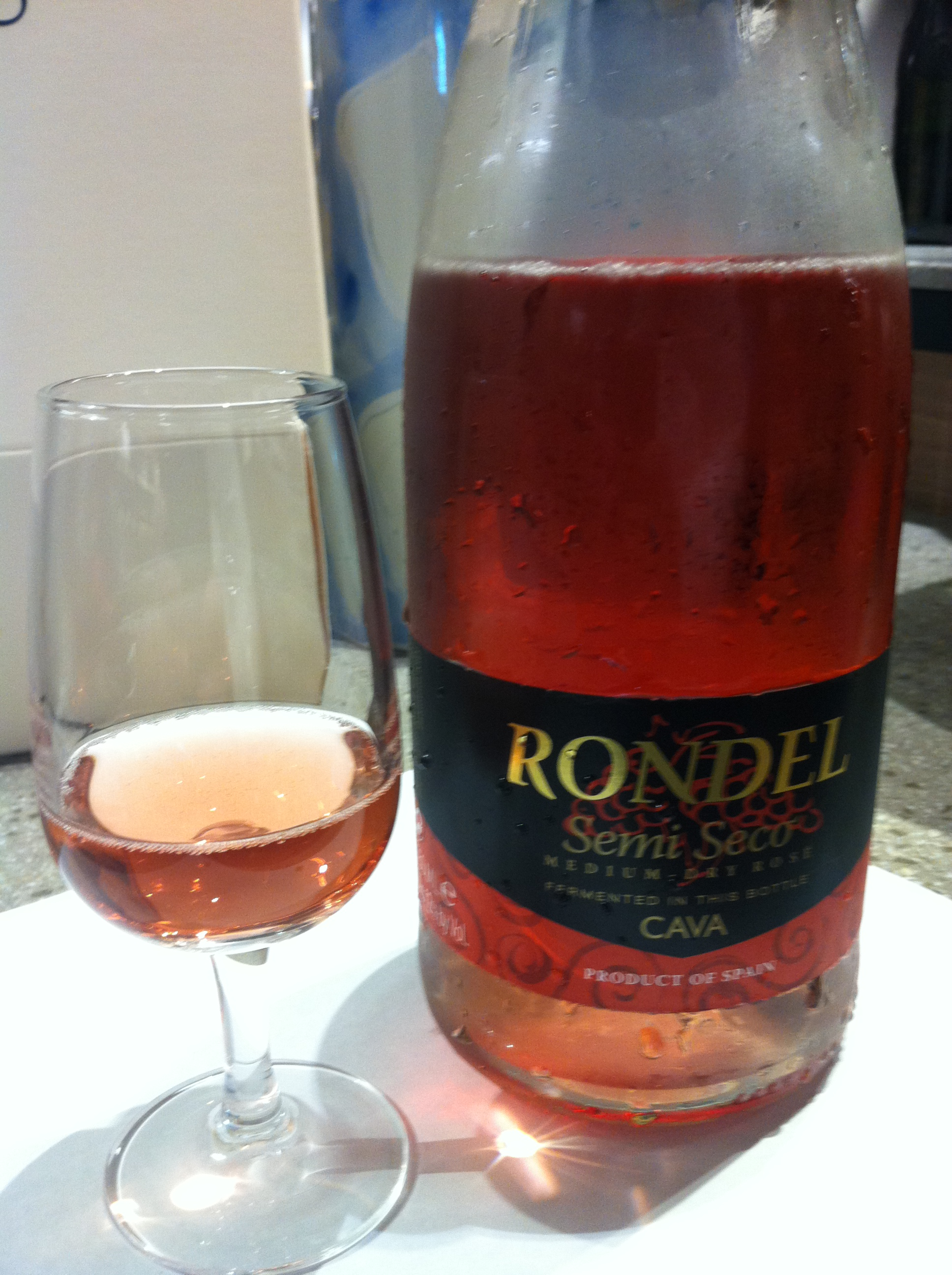
Un vino frizzante spagnolo Cava con il suo livello di dolcezza (semi-seco) indicato sull'etichetta

Tra i componenti che influenzano quanto un vino si sentirà dolce al gusto è il residuo zuccherino. Esso è misurato di solito in grammi di zucchero per litro di vino, spesso abbreviato in g/l o g/L. Il residuo zuccherino si riferisce tipicamente allo zucchero che rimane dopo che la fermentazione termina, o viene terminata, ma può anche derivare dall'aggiunta di mosto non fermentato (una tecnica praticata in Germania e nota come Süssreserve) o di normale zucchero da tavola.
Persino tra i vini più secchi, è raro trovare vini con livelli inferiori a 1 g/L, a causa della non fermentabilità di alcuni tipi di zuccheri, come i pentosi. Viceversa, un vino con più di 45 g/L sarebbe considerato dolce, anche se molti dei grandi vini dolci hanno livelli molto più alti di quello.  Per esempio, i grandi vini d'annata di Château d'Yquem contengono tra 100 e 150 g/L di residuo zuccherino.  La forma più dolce del Tokaji, l'Eszencia, contiene più di 450 g/L, con vini d'annata eccezionali che raggiungono 900 g/L. Vini di questo genere sono bilanciati, impedendo che diventino stucchevolmente dolci, da un uso accuratamente valorizzato dell'acidità. Questo significa che i vini dolci più pregiati sono fatti con varietà d'uva che mantengono la loro acidità anche a livelli di maturazione molto alti, come il Riesling e lo Chenin blanc.
Quanto un vino si sentirà dolce al gusto è influenzato anche da fattori come i livelli di acidità e di alcol, la quantità di tannini presente, e se il vino sia frizzante o no. Un vino dolce come un Vouvray può in realtà sentirsi secco al gusto per via dell'alto livello di acidità. Un vino secco può sentirsi dolce al gusto se il livello di alcol è elevato. I vini medi e dolci sono ritenuti da molti consumatori essere di qualità inferiore dei vini secchi. Ciò nonostante molti dei grandi vini mondiali, come quelli Sauternes (compresi Barsac) oppure Tokaji, hanno un alto livello di residuo zuccherino, che è accuratamente bilanciato con maggiore acidità per produrre un risultato armonioso.

## Termini utilizzati per indicare la dolcezza del vino

### Termini dell'Unione europea per il vino
Secondo il regolamento 753/2002 , i seguenti termini possono essere utilizzati sulle etichette dei vini da tavola  e dei vini di qualità. 
|                                       | Secco                                        | Abboccato                                     | Amabile       | Dolce         |
| ------------------------------------- | -------------------------------------------- | --------------------------------------------- | ------------- | ------------- |
| Zucchero                              | fino a 4 g/l                                 | fino a 12 g/l                                 | fino a 45 g/l | più di 45 g/l |
| Se bilanciato da un'acidità adeguata  | fino a 9 g/l                                 | fino a 18 g/l                                 |               |               |
| acidità adeguata come g/l di tartrato | meno di 2 g/l sotto il contenuto di zucchero | meno di 10 g/l sotto il contenuto di zucchero |               |               |

La lista seguente include anche traduzioni in lingue non-UE non menzionate nella direttiva UE:
| Lingua          | Secco            | Abboccato                           | Amabile                              | Dolce             |
| --------------- | ---------------- | ----------------------------------- | ------------------------------------ | ----------------- |
| Afrikaans       | droog            | semi-droog                          | semi-soet                            | soet              |
| Bosniaco/croato | suho             | polusuho                            | poluslatko                           | slatko            |
| Bulgaro         | сухо             | полусухо                            | полусладко                           | сладко            |
| Ceco            | suché            | polosuché                           | polosladké                           | sladké            |
| Cinese          | 干葡萄酒         | 半干葡萄酒                          | 半甜葡萄酒                           | 甜葡萄酒          |
| Danese          | tør              | halvtør                             | halvsød                              | sød               |
| Estone          | kuiv             | poolkuiv                            | poolmagus                            | magus             |
| Finlandese      | kuiva            | puolikuiva                          | puolimakea                           | makea             |
| Francese        | sec              | demi-sec                            | moelleux                             | doux              |
| Georgiano       | მშრალი (mshrali) | ნახევრად მშრალი (nakhevrad mshrali) | ნახევრად ტკბილი (nakhevrad t'k'bili) | ტკბილი (t'k'bili) |
| Giapponese      | 辛口             | やや辛口                            | やや甘口                             | 甘口              |
| Greco           | ξηρός            | ημίξηρος                            | ημίγλυκος                            | γλυκός            |
| Inglese         | dry              | medium dry, off-dry                 | medium, medium sweet, semi-sweet     | sweet             |
| Italiano        | secco, asciutto  | abboccato                           | amabile                              | dolce             |
| Lettone         | sausais          | pussausais                          | pussaldais                           | saldais           |
| Lituano         | sausas           | pusiau sausas                       | pusiau saldus                        | saldus            |
| Olandese        | droog            | halfdroog                           | halfzoet                             | zoet              |
| Persiano        | gass (گس‎)        | nimegass (نیمه‌گس‎)                   | nimeshirin (نیمه‌شیرین‎)               | shirin (شیرین‎)    |
| Polacco         | wytrawne         | półwytrawne                         | półsłodkie                           | słodkie           |
| Portoghese      | seco             | meio seco, adamado                  | meio doce                            | doce              |
| Romeno          | sec              | demisec                             | demidulce                            | dulce             |
| Russo           | сухое            | полусухое                           | полусладкое                          | сладкое           |
| Serbo           | suvo             | polusuvo                            | poluslatko                           | slatko            |
| Slovacco        | suché            | polosuché                           | polosladké                           | sladké            |
| Sloveno         | suho             | polsuho                             | polsladko                            | sladko            |
| Spagnolo        | seco             | semiseco                            | semidulce                            | dulce             |
| Svedese         | torrt            | halvtorrt                           | halvsött                             | sött              |
| Tedesco         | trocken          | halbtrocken                         | lieblich                             | süß               |
| Turco           | sek              | dömisek                             | yarıtatlı                            | tatlı             |
| Ucraino         | сухе             | напівсухе                           | напівсолодке                         | солодке           |
| Ungherese       | száraz           | félszáraz                           | félédes                              | édes              |

### Termini dell'Unione europea per i vini spumanti

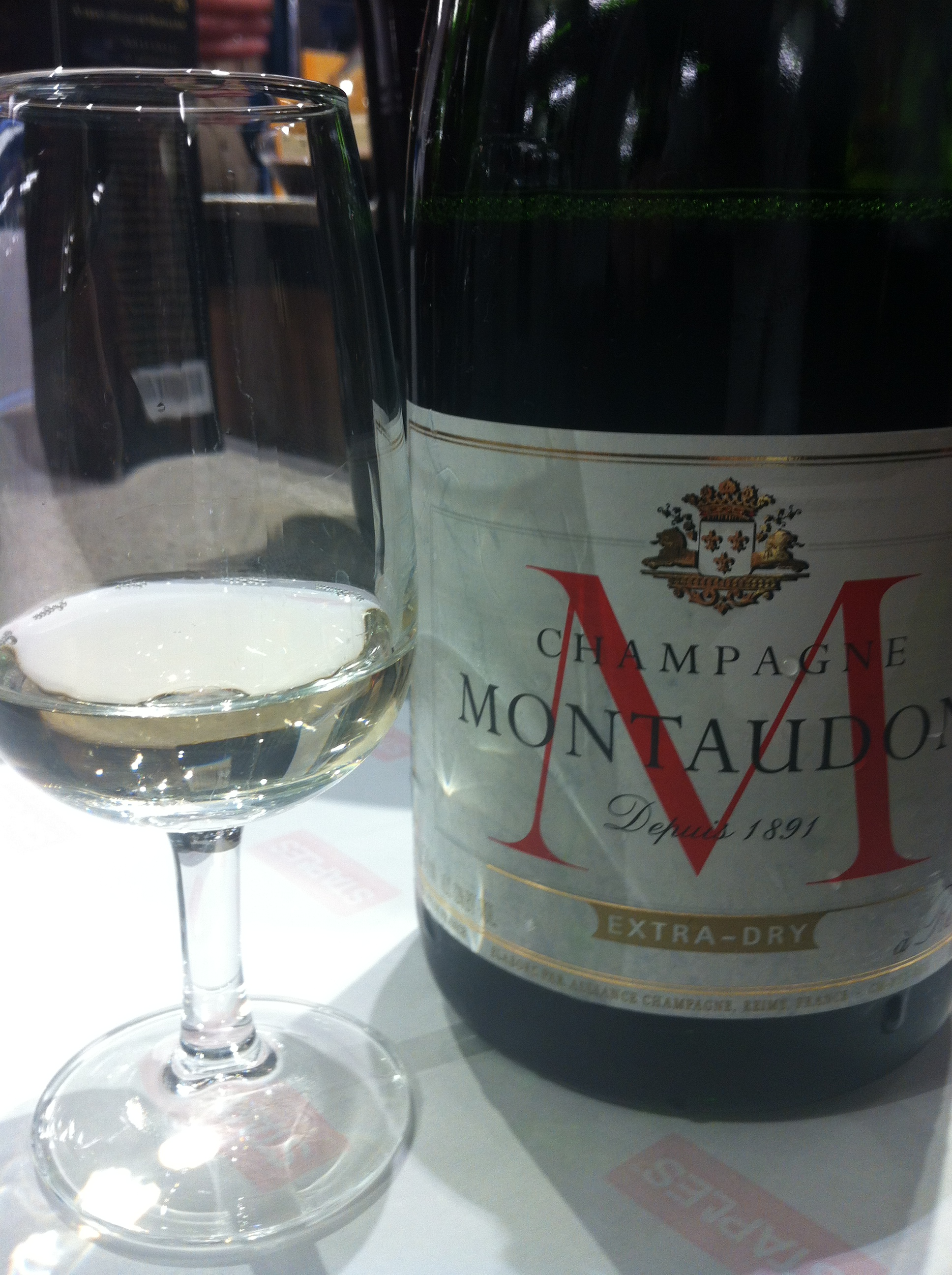
Uno Champagne "Extra Dry"

I vini spumanti hanno gradazioni secondo la Regolamentazione della Commissione (EC) N. 607/2009 del 14 luglio 2009:
| Gradazione                            | Contenuto di zucchero (grammi per litro) |
| ------------------------------------- | ---------------------------------------- |
| Brut Nature (senza zucchero aggiunto) | 0–3                                      |
| Extra Brut                            | 0–6                                      |
| Brut                                  | 0–12                                     |
| Extra Dry, Extra Sec, Extra seco      | 12–17                                    |
| Dry, Sec, Seco                        | 17–32                                    |
| Demi-sec, Semi-seco                   | 32–50                                    |
| Doux, Sweet, Dulce                    | 50+                                      |

L'articolo 58 fa notare che "il contenuto di zucchero non deve differire per più di 3 grammi per litro da ciò che risulta dall'etichetta del prodotto", per cui c'è un certo margine.  Per esempio un vino spumante con 9 grammi per litro di zucchero residuo può essere etichettato sia con la classificazione più secca, meno dolce, di Extra Brut (perché 9 - 3 = 6 grammi per litro), o con quella leggermente più dolce di Brut o persino di Extra Dry/Extra Sec/Extra Seco (perché 9 + 3 = 12 grammi per litro).
Le regole valide per l'etichettatura prima del 14 luglio 2009 erano:
| Gradazione                       | Contenuto di zucchero (grammi per litro) |
| -------------------------------- | ---------------------------------------- |
| Brut Nature (no added sugar)     | 0–3                                      |
| Extra Brut                       | 0–6                                      |
| Brut                             | 0–15                                     |
| Extra Dry, Extra Sec, Extra seco | 12–20                                    |
| Dry, Sec, Seco                   | 17–35                                    |
| Demi-sec, Semi-seco              | 33–50                                    |
| Doux, Sweet, Dulce               | 50+                                      |